# 細川元賢
細川 元賢（ほそかわ もとかた）は、戦国時代から江戸時代にかけての武将。細川京兆家の庶流・典厩家出身。三浦兵庫頭（元忠）に養われたことから、三浦 四兵衛とも呼ばれたという。

## 概要
時期は不明だが、毛利輝元の家臣・三浦元忠の養子となり三浦姓を称するようになった。元賢が元忠の養子になったとする三浦家本「細川系図」について、馬部隆弘は「元賢が養子となった形跡が一切確認できないので検討の余地がある」としつつも、「そのことをもってして「細川系図」に記されるすべての情報を否定しなければならないわけではない」と述べている。そして「細川系図」に見える細川尹賢や細川藤賢の死没記事が事実と矛盾しないことを指摘している。
文禄・慶長の役の際には従軍し、安国寺恵瓊と同陣であったという。関ヶ原の戦いの前哨戦である、慶長5年9月7日（1600年10月13日）から同年9月15日（同10月21日）にかけて勃発した大津城の戦いでは、毛利輝元の配下（西軍方）として「一隊頭」となり渡辺長・在満元久・口羽元智・佐々部又右衛門・口羽六兵衛とともに京極高次の在城する大津城を攻めた。関ヶ原の戦い後には池田輝政・忠雄・光仲に仕えた。『鳥取藩史』によると、忠雄が元賢を召し抱えた際に「武士は境遇が浮き沈みするものであるから、細川氏出身の貴方が私に仕えることも恨まないでほしい」と述べたという。慶長6年（1601年）11月3日・同8年（1603年）9月11日付の資料によると1000石を知行していた。寛永8年（1631年）6月8日に山城国伏見にて58歳で亡くなったという。
実子には三浦山三郎がいたものの、妹あるいは娘の子であり後藤基次の子でもある三浦為勝を嫡子としたようで、山三郎は500石、為勝は1000石を知行した。